# Badminton 1981
Höhepunkte des Badmintonjahres 1981 waren die All England, die Irish Open, die Scottish Open, die German Open, die Dutch Open, die Denmark Open und die French Open.
==Internationale Veranstaltungen ==
| Veranstaltung | Herreneinzel   | Dameneinzel        | Herrendoppel                     | Damendoppel                       | Mixed                      |
| ------------- | -------------- | ------------------ | -------------------------------- | --------------------------------- | -------------------------- |
| All England   | Liem Swie King | Hwang Sun-ai       | Rudy Heryanto Hariamanto Kartono | Nora Perry Jane Webster           | Mike Tredgett Nora Perry   |
| Denmark Open  | Morten Frost   | Lene Køppen        | Ade Chandra Christian Hadinata   | Nora Perry Jane Webster           | Mike Tredgett Nora Perry   |
| French Open   | Steve Baddeley | Svetlana Belyasova | Andy Goode Steve Baddeley        | Svetlana Belyasova Vard Poghosyan | Nigel Tier Alison Fulton   |
| German Open   | Misbun Sidek   | Hiroe Yuki         | Duncan Bridge Martin Dew         | Gillian Gilks Paula Kilvington    | Steen Fladberg Pia Nielsen |
| Swedish Open  | Lius Pongoh    | Hwang Sun-ai       | Stefan Karlsson Thomas Kihlström | Nora Perry Sally Leadbeater       | Billy Gilliland Nora Perry |

## Veranstaltungskalender
| - Anfang Januar Copenhagen Cup - 24. Januar – 25. Januar Japan Open - 24. Januar – 25. Januar Scottish Open - 24. Januar – 25. Januar Helvetia-Cup - 7. Februar – 8. Februar Nationale Meisterschaften - 13. Februar – 15. Februar Dutch Open - 21. Februar – 22. Februar Irish Open - 28. Februar – 1. März Belgian International - 7. März – 8. März German Open - 12. März – 15. März Denmark Open - 16. März – 20. März Swedish Open - 21. März – 22. März Swiss Open - 25. März – 29. März All England - 4. April – 5. April French Open - 11. April – 12. April Nationale Meisterschaften - 25. April – 26. April Israel International - 9. Mai – 10. Mai Malta International - 9. Mai – 10. Mai Bermuda International - 16. Mai – 17. Mai Portugal International - 22. Mai – 23. Mai Uber Cup - 23. Mai – 24. Mai Plume d’Or - 20. Juni – 21. Juni Mozambique International | - 26. Juli – 28. Juli World Games - 22. August – 23. August New Zealand Open - 12. September – 13. September Australian Open - 12. September – 13. September Seelenbinder-Gedenkturnier - 22. September – 26. September English Masters - 3. Oktober – 4. Oktober South Africa International - 7. Oktober – 11. Oktober World Cup - 10. Oktober – 11. Oktober Czechoslovakian International - 23. Oktober – 25. Oktober Victor Cup - 7. November – 8. November Hungarian International - 14. November – 15. November Norwegian International - 21. November – 22. November Nordische Meisterschaft - 21. November – 22. November Carebaco-Meisterschaft - 26. November – 29. November Scandinavian Cup - 28. November – 29. November Mexico International - 5. Dezember – 6. Dezember Canada Open - 5. Dezember – 6. Dezember Welsh International - 6. Dezember – 15. Dezember Südostasienspiele - 12. Dezember – 13. Dezember Nationale Meisterschaften - Mitte Dezember USSR International - Mitte Dezember India Open |